# Zenélő szökőkút (Margit-sziget)
A Margit-sziget déli, Margit híd felőli részén található  Magyarország legnagyobb zenélő szökőkútja.
A sziget északi részen található egy másik zenélő kút, az 1936-ban épített Bodor-kút, amely azonban nem szökőkút.

## Leírás

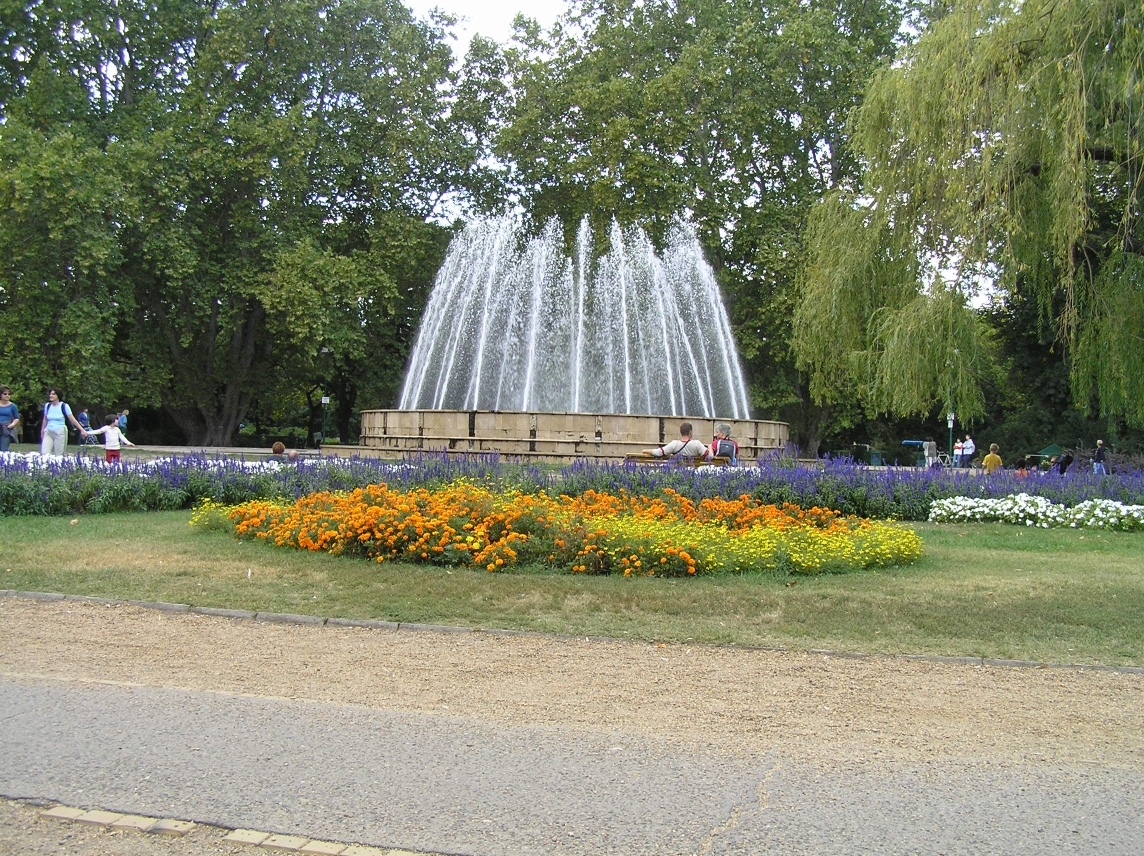
Magyarország legnagyobb zenélő kútja

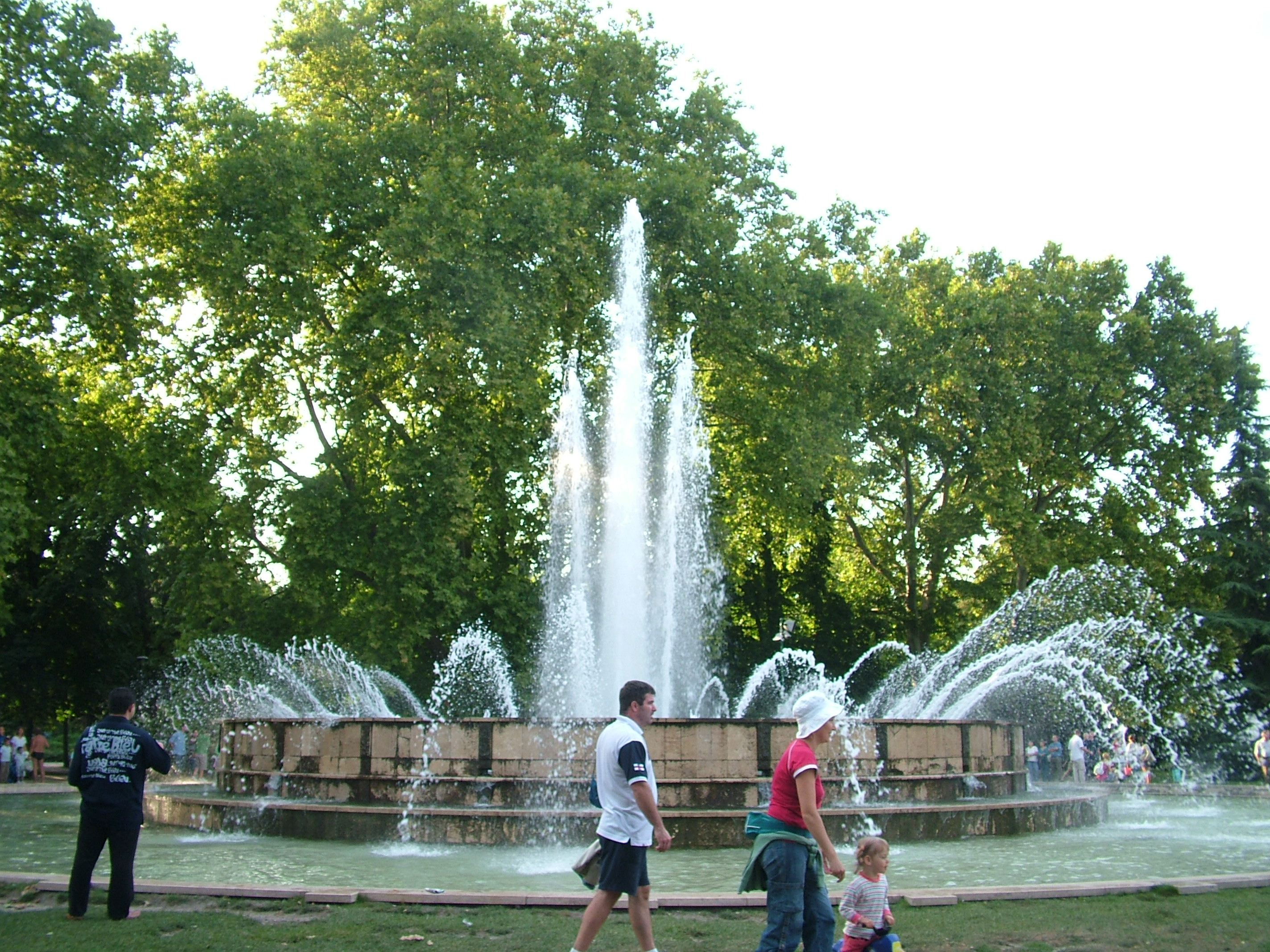
A régi szökőkút – 2008 nyarán

A szökőkút medencéje 1000 m² alapterületű, átmérője 36 m; a nagy teljesítményű szivattyúi a középső vízsugarat több mint 25 m magasságba lővik fel. A beépített fúvókák darabszáma 154, azok megvilágítását összesen 250 színes LED lámpa biztosítja. Az energiahatékony üzemelést napelemek segítik.
A kút vizében tilos a fürdés!
A Margit-szigeti zenélő szökőkutat tavasszal, május 1‑jén hozzák működésbe, és minden év október 31‑éig működik. Műsorában óránként hangzik fel egy zenei blokk.

## Története
1962-ben adták át. Eleinte élőzene szólt a szökőkutaknál, viszont később elektronizálta Schön Gyula.[forrás?] A vandalizmus, gépészeti elavulás és az időjárás viszontagságai következtében együttesen okozott, több évtizedes amortizáció miatt 1999-re teljesen tönkrement. A 2002-es felújítás után egy ideig újra szórakoztatta és hűsítette a szigeten sétálókat.
A főváros megbízásából 2013 tavaszán a Ganz Hydro Kft. ismét felújította a szökőkutat, valamint a környező területet, ami bruttó 402 millió forintba került.
A számítógép vezérlésű csőhálózattal ellátott, akkor még csupán 102 fúvókával és 227 fényforrással rendelkező megújult szökőkutat 2013 júliusában adták át. Az új hangszórókból negyedórás ciklusokban komolyzenei dallamok csendültek fel.
2016-ban a 2017-es úszó-világbajnokságra készülve továbbfejlesztették a látványos fényjátékot és multimédiás lézervetítéssel egészítették ki. A zenei felhozatal azóta tartalmaz könnyűzenei slágereket és gyerekdalokat.

## Zenei repertoár
2022. április 29-től az alábbi zeneszámok hallhatók:
11 óra – Gyermekzenei blokk
- Wolf Kati: Vuk dala
- Halász Judit: A cinege cipellője
- 100 Folk Celsius: Miki manó
- Füredi Nikolett: Legyen hó (Jégvarázs)
- Koncz Zsuzsa: Micimackó
- Napoleon Boulevard: Legyetek jók ha tudtok
- Auli’i Cravalho: How Far I’ll Go (Vaiana)
- Shakira: Try Everything (Zootropolis – Állati nagy balhé)

12 óra
- Georges Bizet: Carmen – Habanera
- Johannes Brahms: Magyar táncok – 1. tétel
- Liszt Ferenc: Szerelmi álmok
- Wolfgang Amadeus Mozart: Kis éji zene

13 óra
- Rebecca Ferguson: I Hope
- Michael Bublé: Feeling Good
- Guns N’ Roses: Sweet Child o’ Mine
- Steppenwolf: Born to Be Wild

14 óra
- id. Johann Strauss: Radetzky-induló
- ifj. Johann Strauss: Kék Duna keringő
- Antonio Vivaldi: A négy évszak – Tavasz
- Giuseppe Verdi: Nabucco – Rabszolgakórus

15 óra
- Calvin Harris – Sam Smith: Promises
- Paddy and the Rats: Pilgrim on the Road
- Herman’s Hermits: No Milk Today
- Andrea Bocelli: Time to Say Goodbye

16 óra – Gyermekzenei blokk
- Wolf Kati: Vuk dala
- Halász Judit: A cinege cipellője
- 100 Folk Celsius: Miki manó
- Füredi Nikolett: Legyen hó (Jégvarázs)
- Koncz Zsuzsa: Micimackó
- Napoleon Boulevard: Legyetek jók ha tudtok
- Auli’i Cravalho: How Far I’ll Go (Vaiana)
- Shakira: Try Everything (Zootropolis – Állati nagy balhé)

17 óra
- Georges Bizet: Carmen – Habanera
- Johannes Brahms: Magyar táncok – 1. tétel
- Liszt Ferenc: Szerelmi álmok
- Wolfgang Amadeus Mozart: Kis éji zene

18 óra
- Rebecca Ferguson: I Hope
- Michael Bublé: Feeling Good
- Guns N’ Roses: Sweet Child o’ Mine
- Steppenwolf: Born to Be Wild

19 óra – Dalok Budapestről
- Johnny K. Palmer: Margitszigeti fák
- Caramel: 1873
- Király Viktor: Király utca
- Benji: Bárhol járok
- Keresztes Ildikó: Ahol a város őrzi a Dunát
- New Level Empire: BP
- Radics Gigi: Budapest szerelem

20 óra
- Calvin Harris – Sam Smith: Promises
- Paddy and the Rats: Pilgrim on the Road
- Herman’s Hermits: No Milk Today
- Andrea Bocelli: Time to Say Goodbye
- id. Johann Strauss: Radetzky-induló
- ifj. Johann Strauss: Kék Duna keringő
- Antonio Vivaldi: A négy évszak – Tavasz
- Giuseppe Verdi: Nabucco – Rabszolgakórus

21 óra
- Georges Bizet: Carmen – Habanera
- Johannes Brahms: Magyar táncok – 1. tétel
- Rebecca Ferguson: I Hope
- Michael Bublé: Feeling Good
- Andrea Bocelli: Time to Say Goodbye
- Wolfgang Amadeus Mozart: Kis éji zene
- Guns N’ Roses: Sweet Child o’ Mine
- Steppenwolf: Born to Be Wild
- Multimédiás vetítés: Nagy Magyarok
- [[[id. Johann Strauss]]: Radetzky-induló
- ifj. Johann Strauss: Kék Duna keringő
- Calvin Harris – Sam Smith: Promises
- Paddy and the Rats: Pilgrim on the Road
- Antonio Vivaldi: A négy évszak – Tavasz
- Liszt Ferenc: Szerelmi álmok
- Multimédiás vetítés: Budapest tánclépésben